# Abborrtjärnen (Svartnäs socken, Dalarna)
Abborrtjärnen är en sjö i Falu kommun i Dalarna och ingår i Gavleåns huvudavrinningsområde. Sjön har en area på 0,0949 kvadratkilometer och ligger 324,2 meter över havet.

## Delavrinningsområde
Abborrtjärnen ingår i det delavrinningsområde (675831-151297) som SMHI kallar för Mynnar i Svarten. Medelhöjden är 341 meter över havet och ytan är 8,76 kvadratkilometer. Räknas de 10 avrinningsområdena uppströms in blir den ackumulerade arean 60,15 kvadratkilometer. Sixån som avvattnar avrinningsområdet har biflödesordning 2, vilket innebär att vattnet flödar genom totalt 2 vattendrag innan det når havet efter 115 kilometer. Avrinningsområdet består mestadels av skog (81 procent). Avrinningsområdet har 0,09 kvadratkilometer vattenytor vilket ger det en sjöprocent på 1 procent.